# Santovka
Santovka (hongrois : Szántó) est un village de Slovaquie situé dans la région de Nitra.

## Histoire
Première mention écrite du village en 1307.
La localité fut annexée par la Hongrie après le premier arbitrage de Vienne le 2 novembre 1938. À la libération, la commune a été réintégrée dans la Tchécoslovaquie reconstituée.
Le hameau de Malinovec était une commune autonome en 1938. Il comptait 353 habitants en 1938 dont 6 juifs. Elle faisait partie du district de Šahy (hongrois : Ipolysági járás). Le nom de la localité avant la Seconde Guerre mondiale était Maďarovce. Durant la période 1938 -1945, le nom hongrois Hévmagyarád était d'usage.

## Démographie

### Évolution de la population
| Année:               | 1994. | 2004.   | 2014.    | 2024.   |
| -------------------- | ----- | ------- | -------- | ------- |
| Nombre de personnes: | 904   | 837     | 699      | 655     |
| Différence:          |       | -7,41 % | -16,48 % | -6,29 % |

| Année:               | 2023. | 2024.   |
| -------------------- | ----- | ------- |
| Nombre de personnes: | 651   | 655     |
| Différence:          |       | +0,61 % |